# 앤드루 파일 시스템
앤드루 파일 시스템(AFS, Andrew File System)은 신뢰할 수 있는 서버들을 사용하여 모든 클라이언트 워크스테이션에 동종의 위치 투명 파일 이름 공간을 제공하는 분산 파일 시스템이다. 카네기 멜런 대학교에서 앤드루 프로젝트의 일부로 개발했다. 원래 이름은 "Vice"이며 "Andrew"는 앤드루 카네기와 앤드루 멜런을 나타낸다. 주된 용도는 분산 컴퓨팅이다.

## 구현
오리지널 이외에도 몇 가지 다른 구현이 개발되었다. OpenAFS는 2000년에 IBM(트랜스아크/Transarc)이 출시한 소스를 기반으로 구축되었다. 트랜스아크 소프트웨어는 더 이상 사용되지 않으며 지원이 중단되었다. Arla는 1990년대 후반과 2000년대 초반에 스톡홀름에 있는 왕립 공과대학교에서 개발된 AFS의 독립적인 구현체였다.
AFS 클라이언트의 네 번째 구현체는 버전 2.6.10 이상부터 리눅스 커널 소스 코드에 존재한다. 레드햇이 약속한 이 구현은 2013년 1월 현재 아직 불완전한 매우 간단한 구현체이다.